# Бушующая стихия (Коты-Воители)
«Бушующая стихия» (англ. Rising Storm) — четвёртая книга первого цикла серии «Коты-Воители». Написана Кейт Кэри и Черит Болдри, издаётся под авторским псевдонимом Эрин Хантер. Сюжет продолжает историю четырёх кошачьих племён.

## Сюжет
Племя Теней страдает от тяжёлой болезни, оно изнурено и напугано. Но Мокроус получает знамение о грядущей славе своего племени. Он рассказывает о нём другим котам, скрывая при этом, как дорого обойдётся им этот расцвет.
Тем временем в Грозовом племени Огнегрив воспитывает своего племянника Белыша. Котёнок показывает очень хорошие результаты в охоте, но, к сожалению, не выражает никакого уважения к добыче. Белыш заносчив и непослушен. Огнегрив же боится, как бы на племянника не напал Коготь, изгнанный из племени. Молодой глашатай ещё не очень хорошо справляется со своими обязанностями, но Буран помогает ему. А старейшины толкуют, что Огнегрив был назначен глашатаем не по правилам. В детской Златошейка растит детей Когтя — Рыжинку и Ежевичку, как две капли воды похожего на отца. Огнегрив понимает, что не может перебороть недоверия к малышу. Котята Чернобурки готовы стать оруженосцами, но Синяя Звезда так потрясена предательством Когтя, что не хочет принимать участия в жизни племени и велит Огнегриву самому выбрать наставников. Он выбирает Дыма и Частокола. Хотя предводительница не доверяет им, она даёт им на обучение маленьких Уголька и Тростинку. 
Лес в книгах серии списан с Нью-Форест, располагающегося на юге Англии. Также, некоторые вымышленные локации мира взяты с реальных мест, например, Лох-Ломонд и Северо-Шотландское нагорье.

## Издание книги
Бушующая стихия вышла в продажу в США в твёрдой обложке 6 января 2004 года, в мягкой обложке 15 февраля 2005 года и в электронной версии 4 сентября 2007 года. В Великобритании книга вышла 2 октября 2006 года. Книга была переведена на немецкий, японский, французский, корейский и русский языки. Китайская версия вышла 30 ноября 2008 года и включает в себя коллекционные карточки.

## Тематика
Основной темой книги является сила, а также насилие и смерть. Также в сюжетной линии Огнегрива можно проследить тему взросления и борьбы с собственными страхами и неуверенностью в себе.

## Критика
Бушующая стихия была, в основном, хорошо оценена критиками. Booklist назвал её успешной книгой и отметил развитие темы взросления. В VOYA указали на недостаток глубины сюжетов и юмора. A BookLoons отметил удачную концовку романа, которая стала «находкой». Horn Book Review дал рецензию одновременно на 4 и 5 книги серии, где отмечено, что в книгах продолжается динамичное и сложное развитие характеров героев. Журнал Children's Literature дал не столь положительную оценку, отметив сложность в запоминании всех сюжетных перипетий.